# Orthanthera albida
Orthanthera albida är en oleanderväxtart som beskrevs av Schinz. Orthanthera albida ingår i släktet Orthanthera och familjen oleanderväxter. Inga underarter finns listade i Catalogue of Life.